# Schwenda

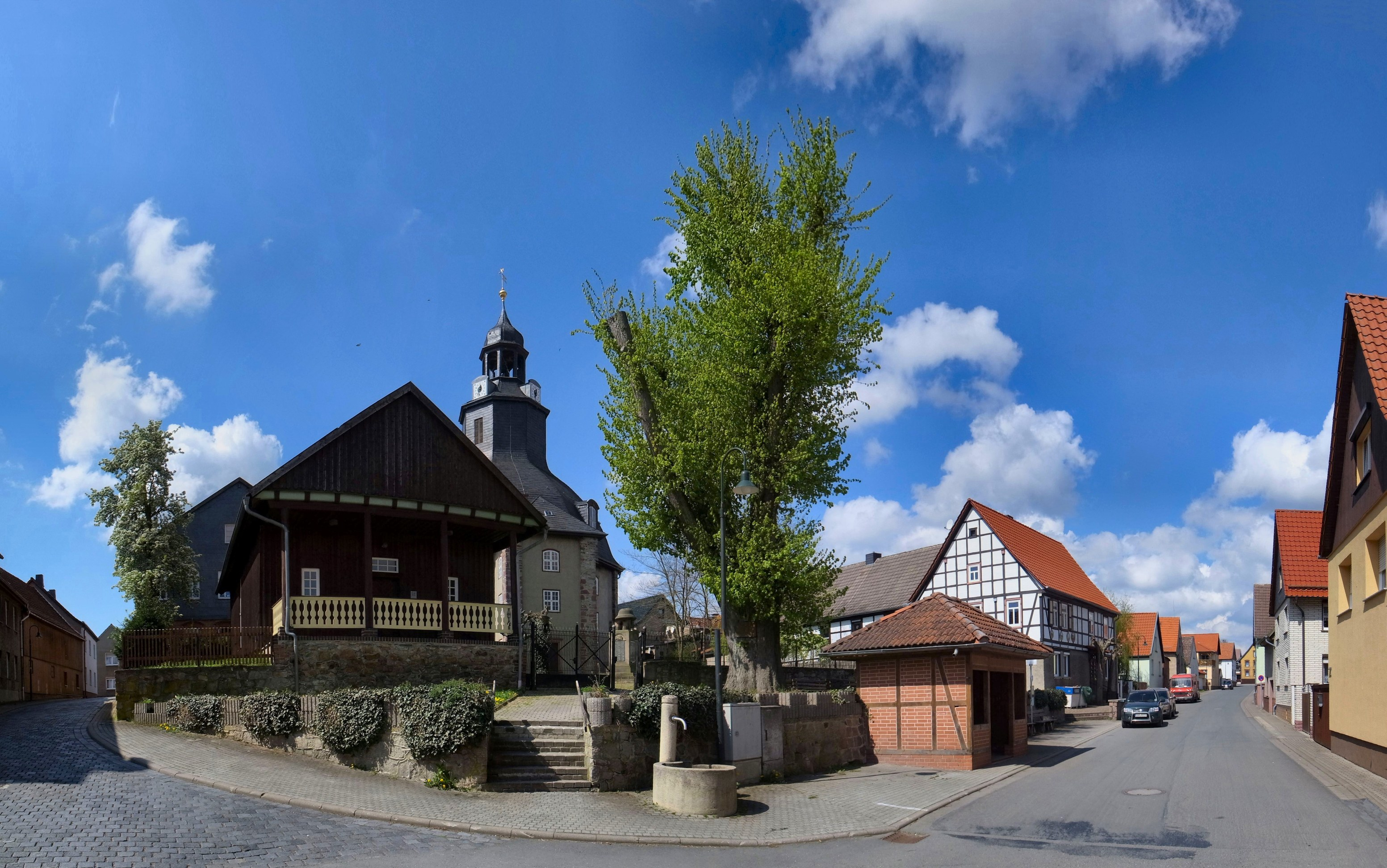
Dorfplatz

Schwenda ist ein Ortsteil der Gemeinde Südharz im Landkreis Mansfeld-Südharz in Sachsen-Anhalt.

## Geografische Lage
Schwenda liegt 450 m über NN. im Unterharz an der Landesstraße, die vom Großen Auerberg über Karlsrode nach Roßla führt.

## Geschichte
Der Ort soll im Jahre 532 erstmals als „Wenda unterm Berg im Harzgau“ urkundlich erwähnt worden sein, einen Nachweis dafür gibt es jedoch nicht. Sein Name wird zurückgeführt aus „schwendan, schwinden“ d. h. roden, abholzen.
Schwenda gehörte zum Besitz der Grafen zu Stolberg und lag im Amt Hayn (Harz) der Grafschaft Stolberg-Stolberg. Bis 1815 gehörte der Ort zum Kurfürstentum Sachsen und gelangte dann an den Regierungsbezirk Merseburg der preußischen Provinz Sachsen.
1819 lebten in Schwenda 597 Einwohner in 110 Häusern.
Von 1952 bis 1990 gehörte Schwenda zum DDR-Bezirk Halle.
Am 1. Januar 2010 schlossen sich die Gemeinden Schwenda, Bennungen, Breitenstein, Breitungen, Dietersdorf, Drebsdorf, Hainrode, Hayn (Harz), Kleinleinungen, Questenberg, Roßla, Rottleberode und Uftrungen zur neuen Gemeinde Südharz zusammen. Gleichzeitig wurde die Verwaltungsgemeinschaft Roßla-Südharz, zu der Schwenda gehörte, aufgelöst.

## Sehenswürdigkeiten

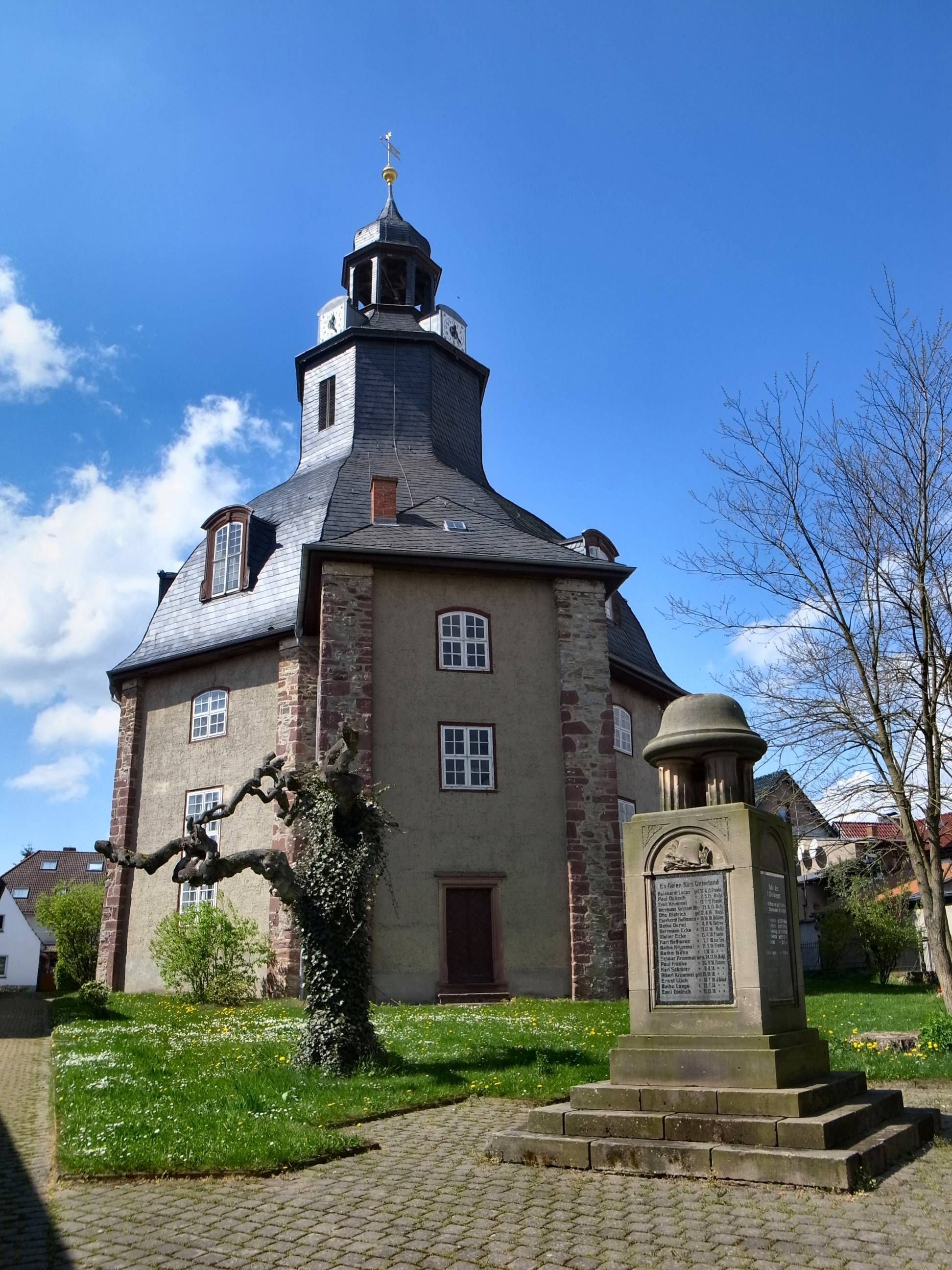
Ev. Kirche St.Cyriaci und Nicolai

Die evangelische Kirche St. Cyriaki und Nicolai ist ein barocker Zentralbau, der von 1736 bis 1738 durch Johann Friedrich Penther erbaut wurde. Sie ist der Frauenkirche in Dresden und der Peterskirche in Rom nachempfunden.
Der achteckige Rundbau, der auf acht Säulen ruht, hat eine Außenhöhe von 34 m und einen Innendurchmesser von 15 m. Das Kuppelgewölbe zeigt in der Mitte das Gottesauge, darum gruppieren sich die Bilder der vier Evangelisten und darunter die vier Erzengel, dazwischen sind die Jahreszeichen und die alten Monatszeichen ausgemalt. Die Ausstattung aus der Erbauungszeit ist erhalten.

## Verkehr
Es bestehen Busverbindungen in die umliegenden Orte. Südlich der Gemeinde führt in etwa 20 km Entfernung die A 38 Göttingen – Leipzig vorbei.